# 張少幫
張少幫（ちょう しょうほう）は、中華人民共和国香港の政治活動家。

## 概要
2004年に満州国臨時政府を設立する。そこで満州国の独立を目指す。2018年より黒龍会の田中健之と組んで活動をするようになる。2019年にはこれは最初とは違い単なる空論では無いように思われるようになっている。
2013年には香港台灣靖國神社崇敬奉贊會を設立する。香港と日本の関係を良くすることを目指す。
2019年-2020年香港民主化デモの時期には香港独立も主張する。